# Centrum Anatomii Akademii Medycznej w Berlinie

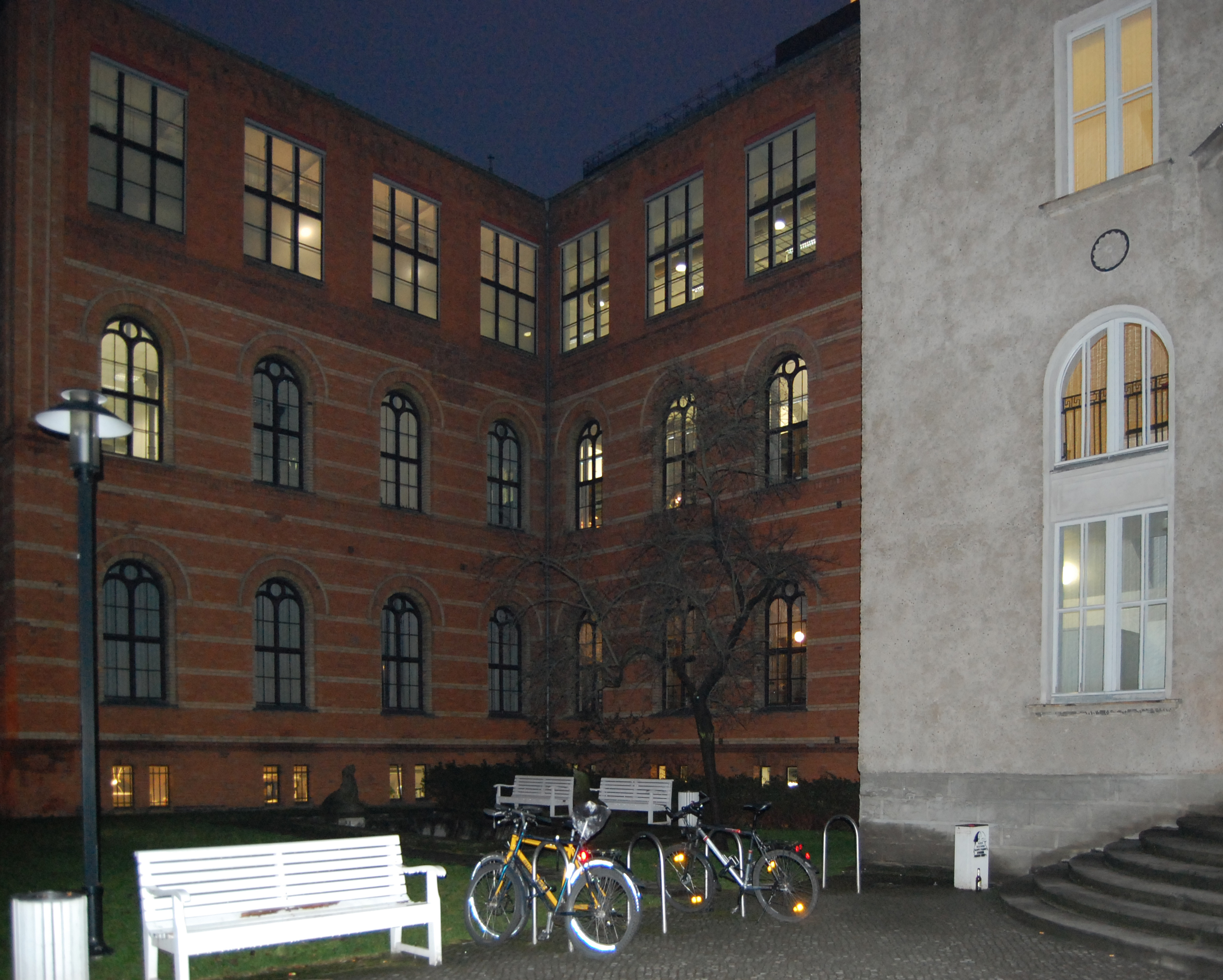
Skrzydło budynku (Waldeyer-Haus) Centrum Anatomii Akademii Medycznej Uniwersytetu Berlińskiego. Trzecie piętro oraz front zostały dobudowane

Centrum Anatomii Akademii Medycznej w Berlinie – jedna z instytucji Akademii Medycznej Charité Uniwersytetu Berlińskiego. Należy do Charité Center 2 zajmującym się badaniami podstawowymi w medycynie.

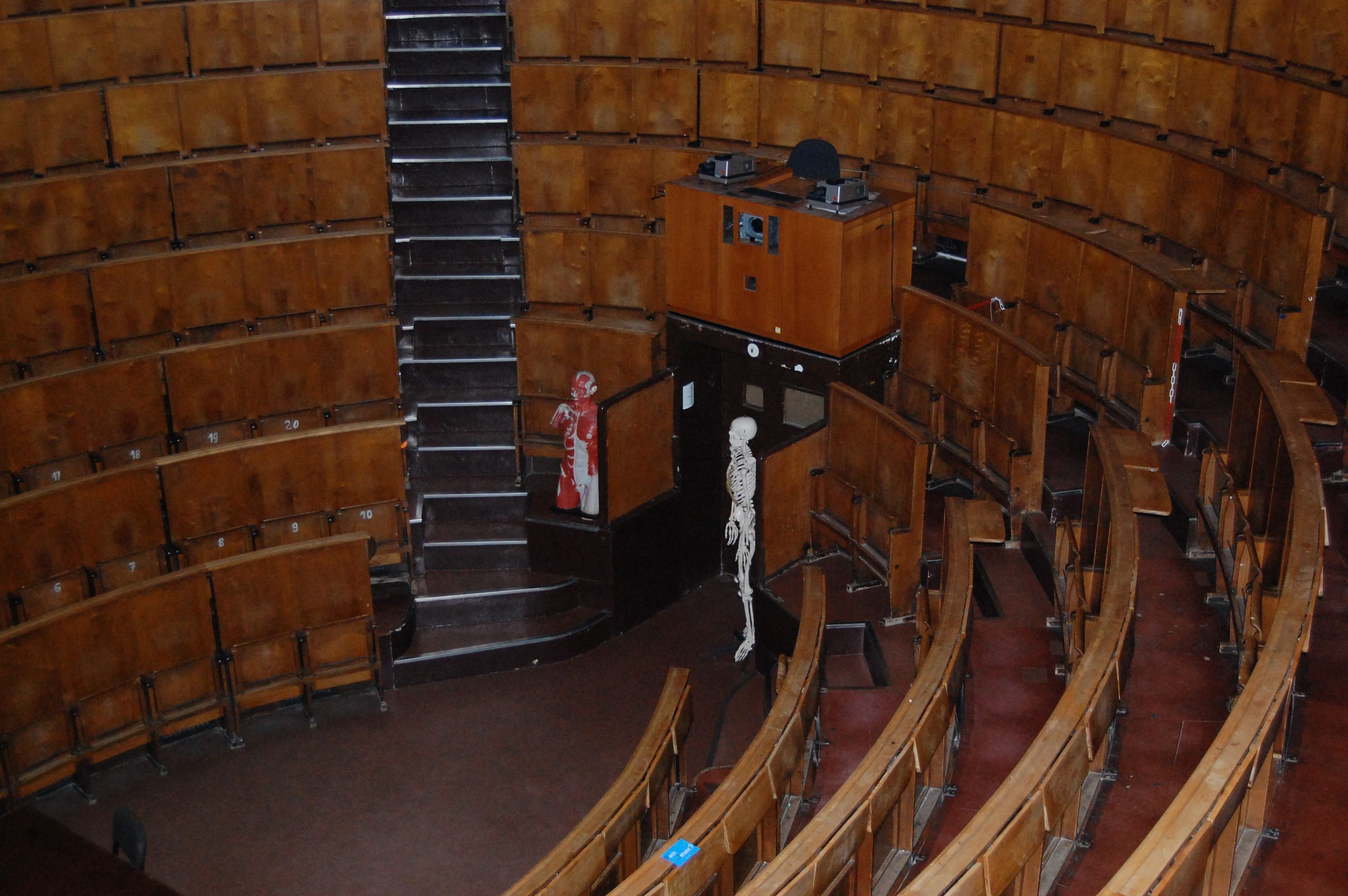
Teatr anatomiczny i sala wykładowa w budynku Centrum Anatomii w Berlinie

Centrum Anatomii znajduje się w Campus Mitte w Berlinie i składa się z trzech instytutów (Institut für Integrative Neuroanatomie, Institut für Vegetative Anatomie, Institut für Zell-und Neurobiologie).

## Historia
Dyrektorami anatomii był m.in. Christian Max Spener (1713-1714), Heinrich Henrici (1714–1723), August Buddeus (1723–1753), Johann Friedrich Meckel (starszy) (1753–1773), Johann Gottlieb Walter (1773–1810), Karl Bogislaus Reichert (do 1883).

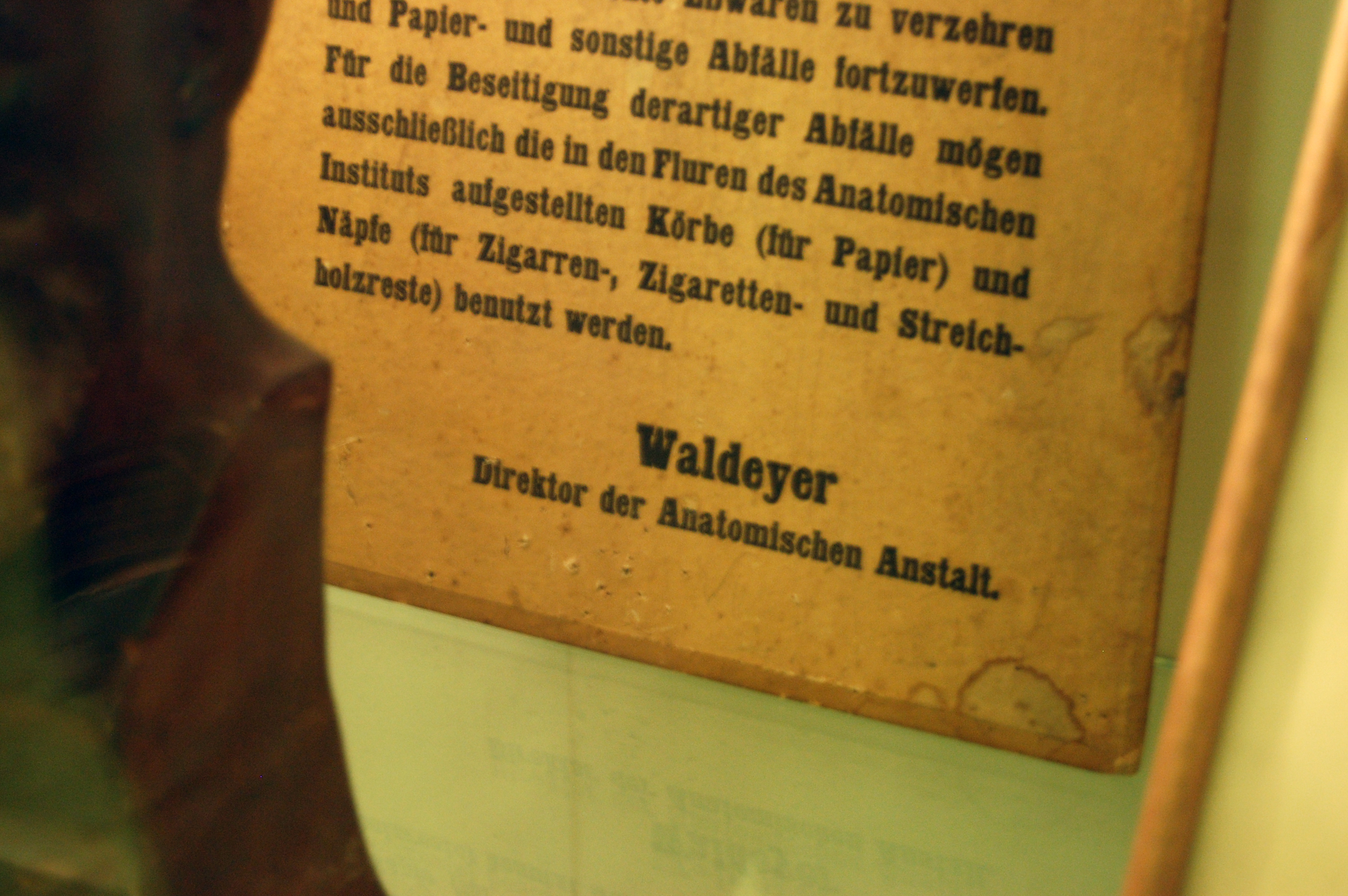
Tablica z czasów dyrektury Waldeyera

W 1883 roku dyrektorem anatomii w Uniwersytecie Berlińskim został Heinrich Wilhelm Waldeyer, który był na tym stanowisku przez 33 lata (1883–1917). Czaszka Waldeyera i jego maska pośmiertna są nadal częścią kolekcji anatomicznej w Centrum Anatomicznym Charité, które (2008) mieści się w tym samym budynku co za czasów Waldeyera. Tutaj za dyrektury Waldeyera pracowali m.in. neurolodzy Edward Flatau oraz Louis Jacobsohn-Lask. W 2008 budynek nazywa się Waldeyer-Haus na cześć Wilhelma Waldeyera. Następnie dyrektorami byli Rudolf Fick (1917–1939) i Hermann Stieve (1946–1949). Stieve był zbrodniarzem wojennym, po wojnie prowadził wykłady dla studentów medycyny na temat swoich badań dotyczących przemieszczania się ludzkiej spermy. Późniejszymi dyrektorami byli Friederich Kopsch (1946–1949) i Anton Johannes Waldeyer (1954–1966).

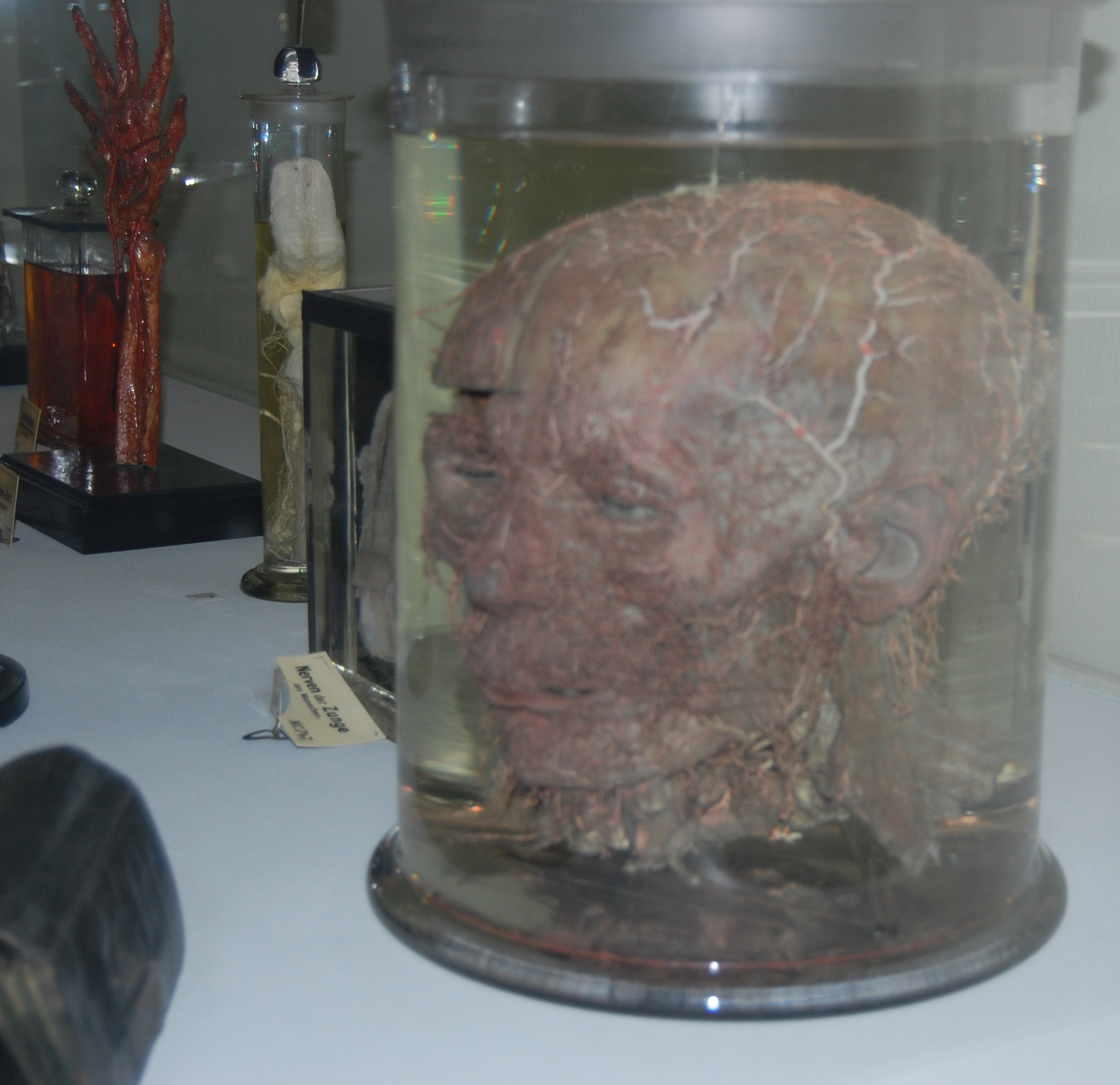
Spreparowana czaszka z precyzyjnie widocznymi arteriami. Była opracowana przez kilka lat przez Friedricha Schlemma. Jest pokazywana w budynku Waldeyer-Haus

Friedrich Schlemm (1795–1858) w 1833 roku został pełnym profesorem anatomii w Uniwersytecie Berlińskim. Był jednym z pracowników za dyrektury Rudolphiego i przez 25 lat pracował jako anatom w Berlinie gdzie uczył studentów i trenował chirurgów. Schlemm jest znany eponimicznie z kanałów Schlemma. W budynku Instytutu Anatomii jest pokazywana precyzyjnie spreparowana czaszka z widocznymi arteriami. Jest to wynik kilkuletniej pracy Schlemma.
Pomiędzy 1889-1921 w instytucie anatomii pracował także Hans Virchow.